# Sincerely
Sincerely (stilizzato come Sincerely,) è il quinto album in studio della cantante americana Kali Uchis. È stato pubblicato il 9 maggio 2025 tramite Capitol Records.

## Sfondo e tema
Dopo l'uscita del suo quarto album in studio e del secondo album in lingua spagnola Orquídeas nel gennaio 2024, nonché dell'edizione deluxe Orquídeas Part 2, Uchis ha annunciato di avere pronto il suo prossimo album in un'intervista con Billboard il 4 giugno 2024. Ha inoltre anticipato un album in uscita più tardi quella settimana alla cerimonia  Billboard Mujeres Latinas en la Música.
La cantante ha rivelato che un evento "che le ha cambiato la vita" ha ispirato il suo nuovo album ma non ha rivelato alcun dettaglio al riguardo. Secondo Uchis, Sincerely parla delle "complessità della vita" e del tentativo di "trovare gioia nella vita nonostante il mondo", "apprezzare ogni momento e non dare la vita per scontata". Segna il suo lavoro più "esistenziale", "onesto" e "bello" fino ad oggi, ma per lei personalmente sarà il suo lavoro "più significativo e di grande impatto". Riascoltando l'album dopo il suo completamento, la cantante ha notato molte cose nei suoi testi "che incapsulano completamente" il modo in cui si sentiva in quel momento. Si sentiva come se avesse predetto cosa sarebbe successo dopo e questo la guarì.

## Tracce
1. Heaven Is a Home… – 4:04 (Kali Uchis, Jeff Hazin, Nick Ferraro, Dylan Wiggins)
2. Sugar! Honey! Love! – 3:04 (Uchis, The Outfit)
3. Lose My Cool, – 5:56 (Uchis, Josh Crocker)
4. It's Just Us – 3:00 (Uchis, David Burke)
5. For: You – 3:13 (Uchis, Hazin, Ferraro, Wiggins)
6. Silk Lingerie, – 4:07 (Uchism, Vegyn, Wiggins)
7. Territorial – 3:14 (Uchis, Hazin, Ferraro)
8. Fall Apart, – 3:06 (Uchism, Crocker, Alex Goose)
9. All I Can Say – 3:07 (Uchis, 54 Ultram, Vince Chiarito)
10. Daggers! – 3:06 (Uchis, Crocker, Tom Henry)
11. Angels All Around Me… – 5:34 (Uchis, Leon Michels, Wiggins)
12. Breeze! – 2:24 (UchisA,l Shux, Wiggins)
13. Sunshine & Rain… – 3:17 (Uchis, Wiggins)
14. ILYSMIH – 3:33 (Uchis, Crocker, Wiggins)